# Lestes congener
Leste tardif
Espèce
Statut de conservation UICN

 LC  : Préoccupation mineure
Lestes congener, le Leste tardif, est une espèce nord-américaine de demoiselles de la famille des Lestidae.

## Description
Lestes congener peut atteindre une longueur de 35 à 42 mm chez les mâles, tandis que les femelles sont plus petites, avec seulement 32-38 mm de long. Dans la partie ouest de leur aire de répartition, ces demoiselles sont un peu plus grandes que dans la partie est.
Leur thorax est gris ardoisé sur le dos, avec deux taches foncées allongées sur la surface latéro-ventrale. Les yeux sont bleus chez les mâles et toujours bruns chez les femelles. L'abdomen est grisâtre à noirâtre avec des reflets bronze, les deux derniers segments de l'abdomen sont gris pâle. Les ailes sont claires et transparentes. Comme les autres demoiselles de la famille des Lestidae, elles tiennent leurs ailes à environ 45 degrés par rapport au corps lorsqu'elles se reposent.

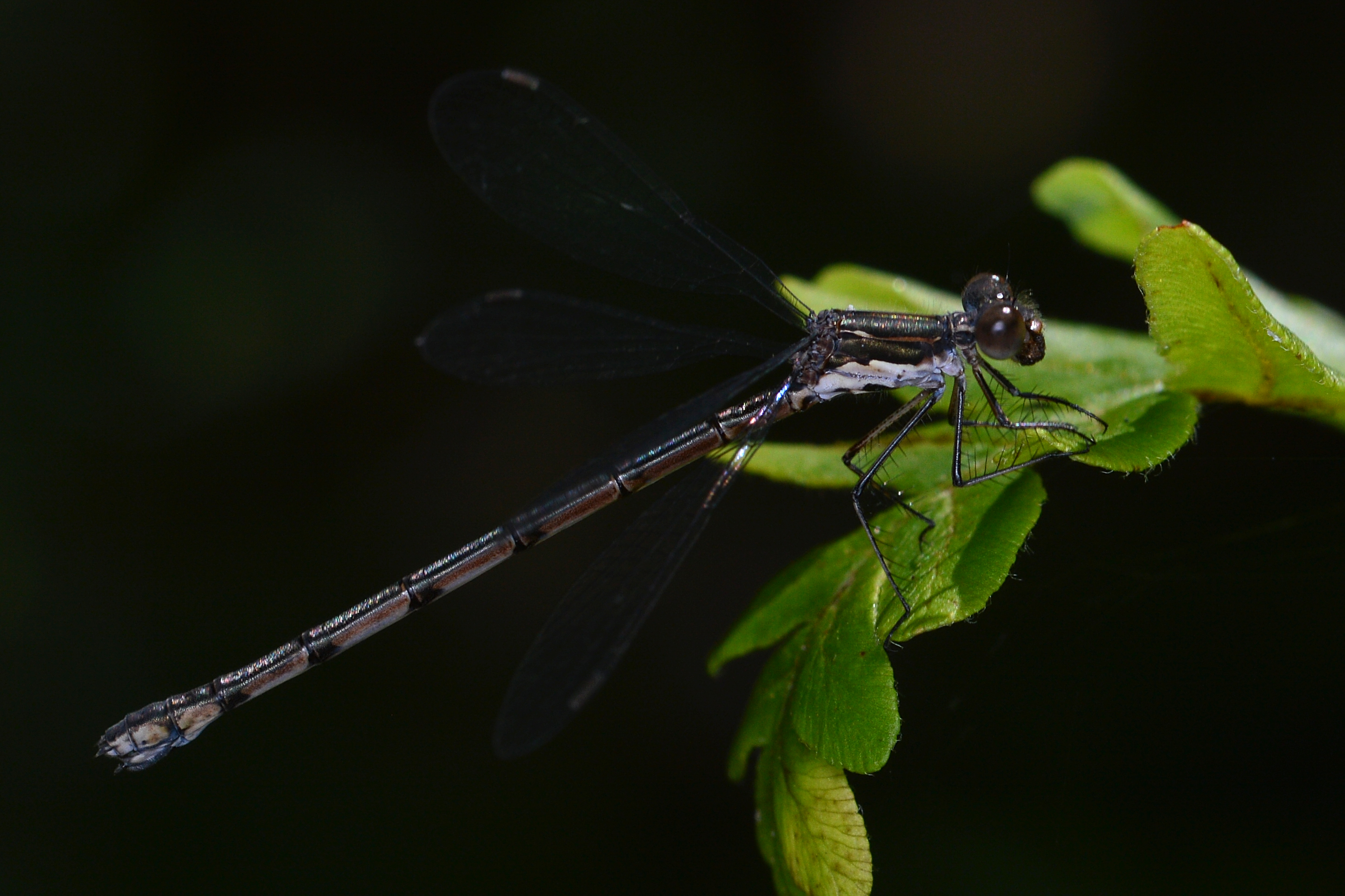
Femelle photographiée dans l'Ontario.
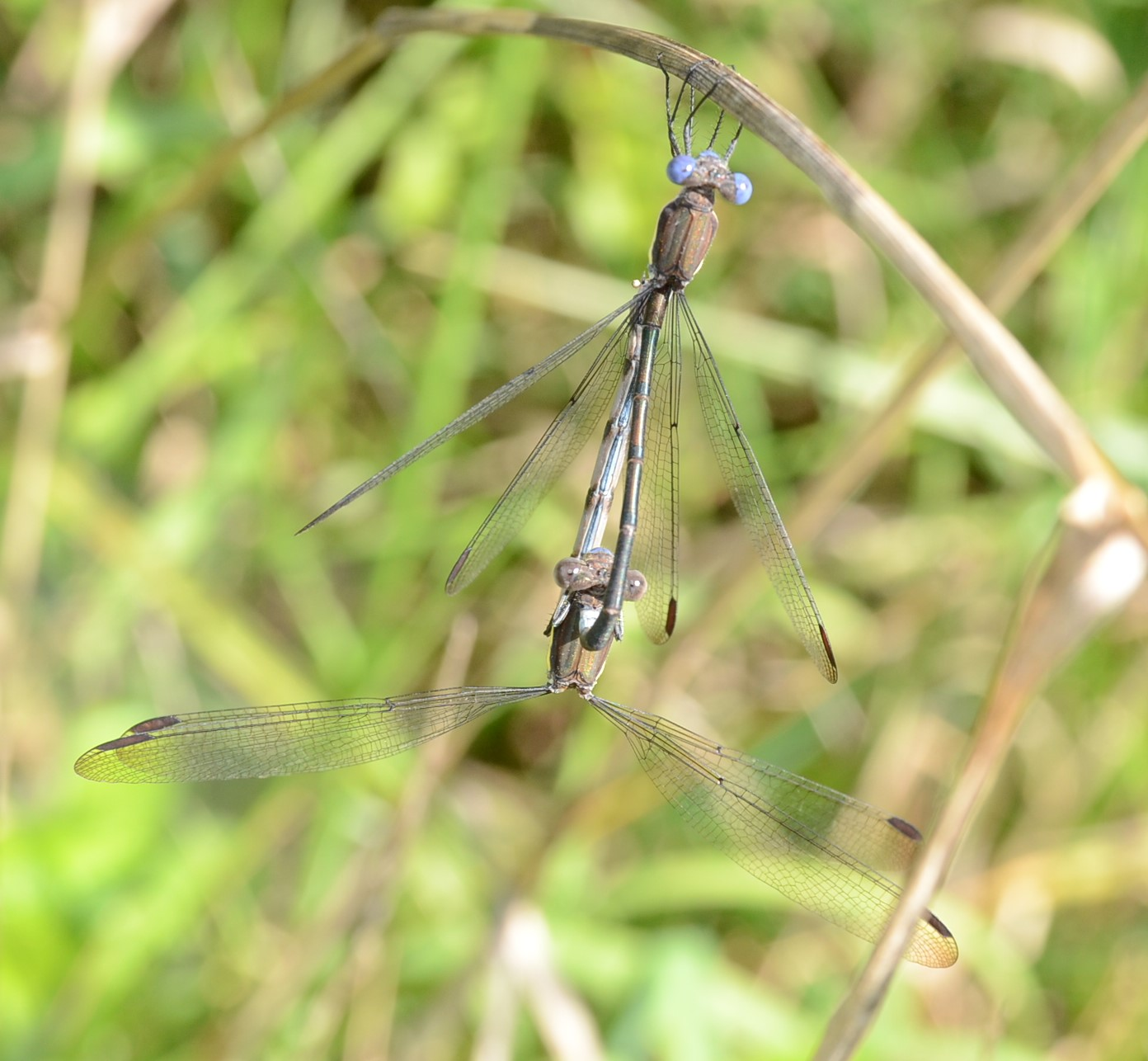
Accouplement.

Les larves sont brun clair et mesurent jusqu'à 25 mm de long. La période de vol des adultes s'étend de la fin juillet à la mi-septembre.

## Distribution
Cette espèce est répandue dans toute l'Amérique du Nord, au Canada et aux États-Unis sauf dans les États du Sud-Est.

## Habitat
Cette demoiselle vit sur les berges des mares permanentes et temporaires, sur les berges inondées des rivières et dans les eaux lentes, dans les marais et les marécages.

## Systématique
Le nom valide complet (avec auteur) de ce taxon est Lestes congener Hagen, 1861.
Ce taxon porte en français le nom vernaculaire ou normalisé suivant : Leste tardif,.